# Fântânele (Arad)
Fântânele (en hongrois : Angyalkút, en allemand : Engelsbrunn) est une commune du județ d'Arad, Roumanie qui compte 3 090 habitants.
La commune est composée de 2 villages : Fântânele et Tisa Nouă.

## Culture
D'après le recensement de 2011, la commune compte 3 090 habitants, en baisse par rapport au recensement de 2002 où elle en comptait 3 186.